# Еишо (Муромачи период)
Еишо (永正) је јапанска ера (ненко) која је настала после Бунки и пре Даиеи ере. Временски је трајала од фебруара 1504. до августа 1521. године и припадала је Муромачи периоду. Владајући монарх био је цар Го Кашивабара. Име ере је промењено како би се обележио нови почетак круга зодијака по кинеској астрологији.

## Важнији догађаји Еишо ере
- 1504. (Еишо 1): Настаје велика глад.[3]
- 1505. (Еишо 2): Изграђен је замак Нода.
- 1508. (Еишо 5, први месец): Побуна у Мијаку и убиство Хосокаве Масамота охрабрило је бившег шогуна Ашикагу Јошитанеа да искористи прилику и поново придобије Кјото. Сакупио је војску и усмерио је према престоници па је већ у шестом месецу пете године Еишо ере још једном успео да осигура улице Мијакоа. Због овог развоја догађаја, од 1508. године, Јошитане остаје забележен у историји као десети шогун Муромачи периода.[4]
- 21. септембар 1510. (Еишо 7, осамнаести дан осмог месеца): Земљотрес у Сеионаикаију (гео. ширина: 34.600/гео. дужина 135.400) јачине 6.7 према Рихтеровој скали.[5]
- 10. октобар 1510. (Еишо 7, осми дан деветог месеца): Земљотрес у мору (гео. ширина: 34.500/гео. дужина: 137.600) јачине 7.0 на Рихтеровој скали који потреса обале Јапана.[5]
- 1511. (Еишо 8, други месец): Умире Јошида Канемото у 77 години живота.[6]
- 16. септембар 1511. (Еишо 8, двадесетчетврти дан осмог месеца): Битка на Фунаокајами. Бивши шогун Ашикага Јошитане враћа се из провинције Тамба из страха да би Хосокава Сеикен могао напасти Кјото. Уз пратњу Оучи Јошиокија враћа у престоницу.[7]
- 1512. (Еишо 9): Изграђен је замак Таманава.